# Средники
Средники — беспоповщинский толк, выделившийся из самокрещенства и получивший такое название оттого, что в среду празднует первый день Пасхи и вообще среду считает за воскресенье, а воскресенье (по их счёту — четверг) проводят как будни.
Средники утверждают, что во время Петра I, при перенесении празднования нового года с 1 сентября на 1 января, в летосчислении от сотворения мира была сделана ошибка на восемь лет и передвинуты самые дни недели, так что нынешняя среда была прежде воскресеньем.
По сообщению «Церковного Вестника» (1889, № 47, «Раскольнический толк середники»), толк Средники появился в начале восьмидесятых годов XIX столетия в деревне Леплейке, Спасского уезда Тамбовской губернии; основателем толка был крестьянин этой деревни Кирилл Алексеев. Средники до революции жили в Астраханской, Саратовской и Тамбовской губерниях.

### Рекомендуемые источники
- архимандрит Павел, «Краткие известия о существующих в расколе сектах» (СПб., 1889);
- Секта середников // «Церковный Вестник», 1892, № 32;
- свящ. Ф. Славин, «Секта Средников» // Тамбовские Епархиальные Ведомости», 1892, № 10);
- П. С. Смирнов, «История русского раскола старообрядства» (СПб., 1895, стр. 122—123).